# Romuald Suliński
Romuald Suliński (ur. 13 grudnia 1908 w Budach Grabskich, zm. 4 lutego 1946 nad Wigston Magna) – podpułkownik pilot Polskich Sił Powietrznych w Wielkiej Brytanii.

## Życiorys
Był synem Romualda (1876–1934) oraz Stanisławy z domu Kisielińskiej (1879–1966). Wraz z czterema siostrami wychowywał się we wsi Budy Grabskie niedaleko Skierniewic. Podczas I wojny światowej gospodarstwo Sulińskich zostało zniszczone, a rodzina musiała uciekać. Zamieszkali w Chyleńcu w Puszczy Bolimowskiej. Romuald Suliński w 1929 roku zdał maturę w Państwowym Gimnazjum im. B. Prusa w Skierniewicach.
Ukończył Szkołę Podchorążych Lotnictwa w Dęblinie (VII promocja, 22. lokata). 15 sierpnia 1933 został mianowany podporucznikiem obserwatorem i przydzielony do dywizjonu liniowego w 4 pułku lotniczego w Toruniu jako obserwator. W 1933 został odkomenderowany do Centrum Wyszkolenia Oficerów Lotnictwa w Dęblinie na kurs pilotażu. Ukończył w Grudziądzu Lotniczą Szkołę Strzelania i Bombardowania i latał jako pilot eskadr liniowych. Na stopień porucznika został awansowany ze starszeństwem z dniem 1 stycznia 1936 i 29. lokatą w korpusie oficerów aeronautyki (od 1937 korpus oficerów lotnictwa, grupa liniowa). W marcu 1939 pełnił służbę na stanowisku oficera taktycznego 42 eskadry liniowej.
W kampanii wrześniowej brał udział jako pilot w 42 eskadrze rozpoznawczej. 4 września brał udział w bombardowaniu kolumn pancernych nieprzyjaciela w okolicach Nakła.
Ewakuował się przez Rumunię do Francji, a następnie jednym z pierwszych transportów odpłynął do Anglii. Służył jako dowódca załogi w 300 dywizjonie bombowym Ziemi Mazowieckiej. Nr służbowy RAF - 76647. W nocy z 14 na 15 września wykonał lot bojowy nad Francją, nalot na port w Boulonge, którym zainaugurował działalność bojową dywizjonu. Skład załogi: pilot Romuald Suliński, nawigator por. Aleksander Bujalski, strzelec-radiotelegrafista sierż. Jan Bieżuński. Następnie dowodził eskadrą „B” w tym dywizjonie i w okresie od 27 stycznia do 8 sierpnia 1942 był jego dowódcą. Brał udział w nalotach na Niemcy. Latał w nalotach bombowych na m.in. Rotterdam, Berlin, Hamburg, Bremę, pancerniki ,,Scharnhorst" i ,,Gneisenau" w Breście. W 1943 został przeniesiony do Sztabu Naczelnego Wodza Polskich Sił Zbrojnych, w którym piastował stanowisko doradcy ds. lotnictwa bombowego.
Po wojnie pozostał w składzie 300 dywizjonu bombowego w Faldingworth. 4 lutego 1946 wykonywał lot treningowy na samolocie Avro „Lancaster” nr PA 269. Samolot wpadł w grube chmury burzowe nad Wigston Magna. Prawdopodobnie na skutek uderzenia pioruna w samolot, spadł on na ziemię. Zginęła cała załoga nim lecąca: F/O C. Sułgut, F/O W.R. Jędrzejczyk, W/O W. Brzeziński, W/O M. Szwandt, F/Sgt F. Mikuła.
Podpułkownik Romuald Suliński został pochowany na cmentarzu w Newark, grób nr 329 F.

## Upamiętnienie
Zespół Szkół nr 4 w Skierniewicach od 2011 nosi imię Romualda Sulińskiego.
W budynku szkoły All Saint Junior School, w Wigston Magna koło Leicester w lutym 1978 odsłonięto tablicę pamiątkową dla uczczenia pamięci załogi samolotu Avro „Lancaster” nr PA 269 dowodzonej przez Sulińskiego. Podczas kopania fundamentów pod budynek szkoły, odnaleziono szczątki samolotu nr PA 269, 300 Dywizjonu Bombowego.
Nazwisko Sulińskiego figuruje na pomniku Lotnika Polskiego w Northolt (Polish Air Force Memorial) oraz na Pomniku Lotników (Pole Mokotowskie, Warszawa).

## Ordery i odznaczenia
- Krzyż Srebrny Orderu Wojennego Virtuti Militari (nr 9043)[10]
- Krzyż Walecznych (czterokrotnie)
- Brązowy Krzyż Zasługi[10]
- Medal Lotniczy (trzykrotnie)[10]
- Polowa Odznaka Pilota
- Order Wybitnej Służby
- Zaszczytny Krzyż Lotniczy